# جون براي (منافس ألعاب قوى)
جون براي (بالإنجليزية: John Bray)‏ هو منافس ألعاب قوى أمريكي، ولد في 19 أغسطس 1875 في ميدلبورت في الولايات المتحدة، وتوفي في 8 يوليو 1945 في سان فرانسيسكو في الولايات المتحدة.

## وصلات خارجية
- جون براي على موقع أوليمبيديا (الإنجليزية)